# 破風

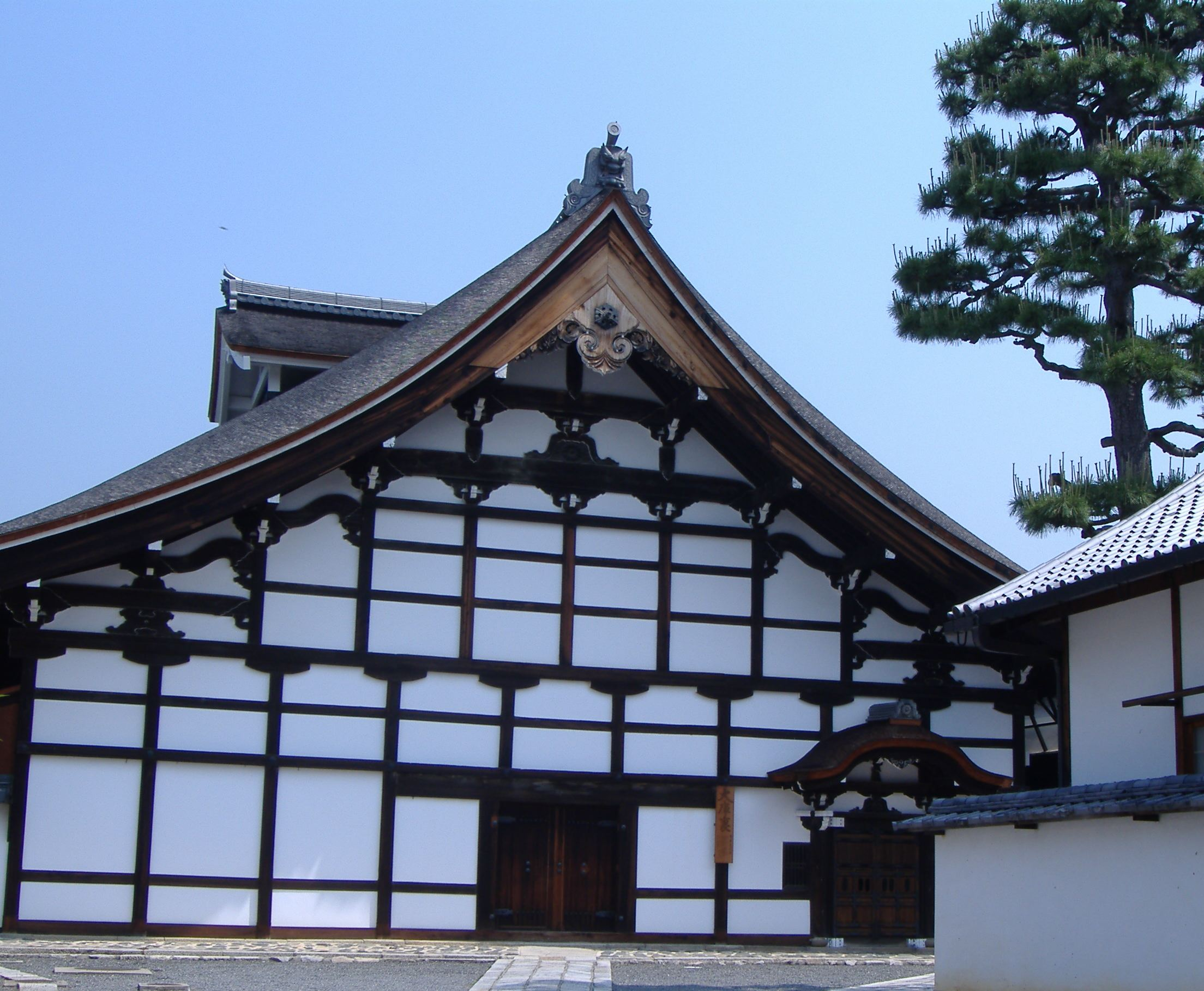
切妻破風のある寺院建築
妙心寺（京都市右京区）の庫裏。

破風（はふ）は、東アジアに広く分布する屋根の妻側の造形のことである。切妻造や入母屋造の屋根の妻側には必然的にあり、妻壁や破風板（はふいた）など妻飾りを含む。

## 概要
破風とは、元は切妻造、入母屋造の屋根の妻側部分を広く示す名称である。屋根の平側に、ドーマーのようにあえて部分的な切妻造の屋根をつけて破風を生じさせ、屋根装飾とした例が日本の神社建築や城郭建築に見られる。日本では平安時代ごろ以降に千鳥破風や唐破風が現れ、室町時代末期から安土桃山時代にかけての時期に、神社建築の権現造や城郭建築の天守のように複数の破風を組み合わせるデザインが考え出された。
日本の一般住宅の妻壁部分には、下見板張などの板壁やモルタル、漆喰塗籠などの塗壁で仕上げられ、鼻母屋には破風板や化粧板金が付けられるが、城郭建築や寺院建築の妻壁には、木連格子や漆喰、または、豕扠首（いのこさす）などの化粧材を見せることもある。幅の広い破風板に漆喰や黒漆などを塗布し、懸魚という彫刻を施した板を取り付けることが多い。破風板に飾り金具を付けるとさらに華美になる。
入母屋破風の三角形部分が小さく、建物の桁行方向へ中心寄りの破風を「立所（たてどころ）が深い」という。この「立所が深い」入母屋破風は安土桃山時代および江戸時代初期より前のものに見られる。

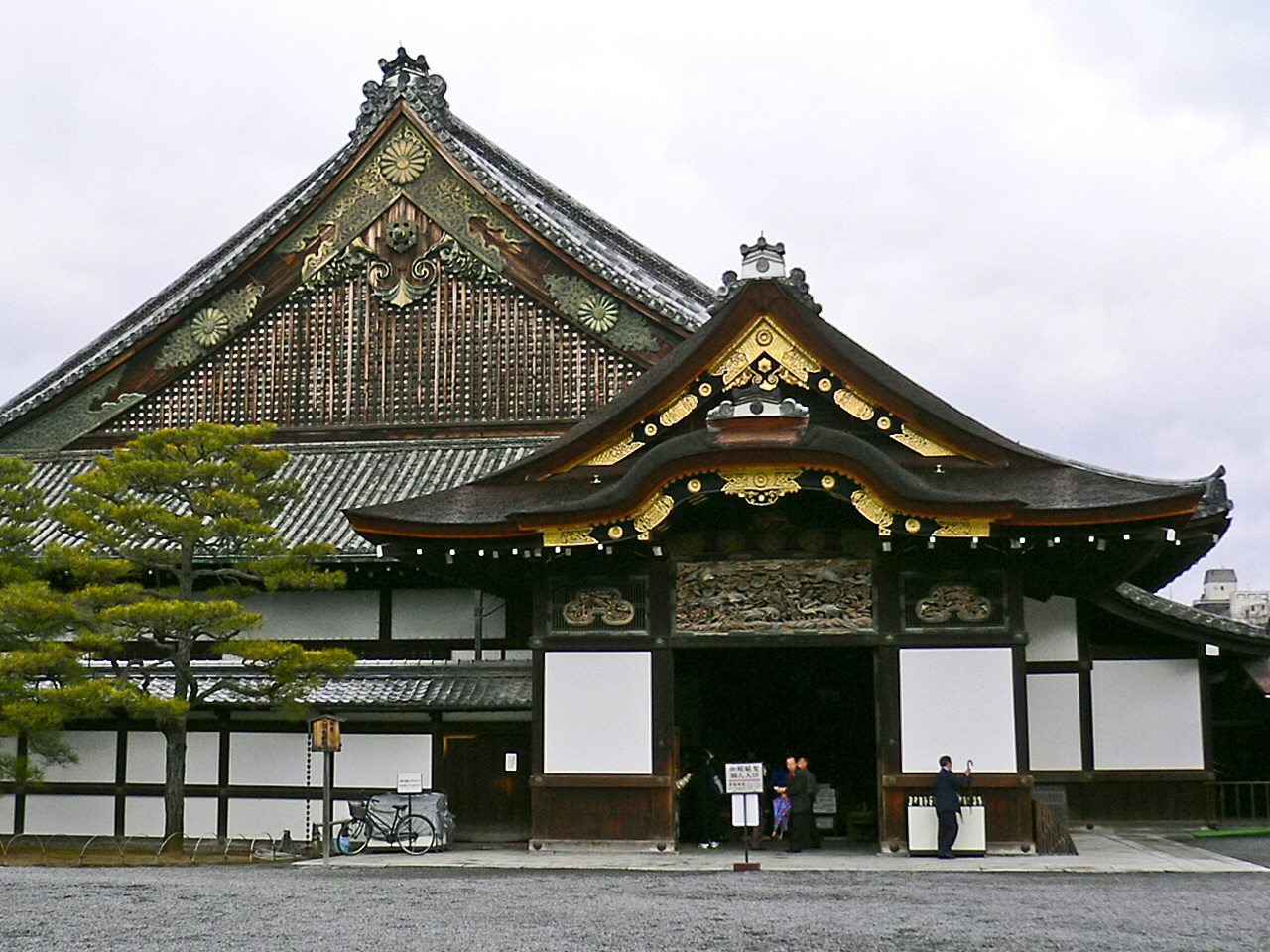
大入母屋破風と唐破風（軒唐破風）がある住宅建築 二条城二の丸御殿（京都市中京区）。
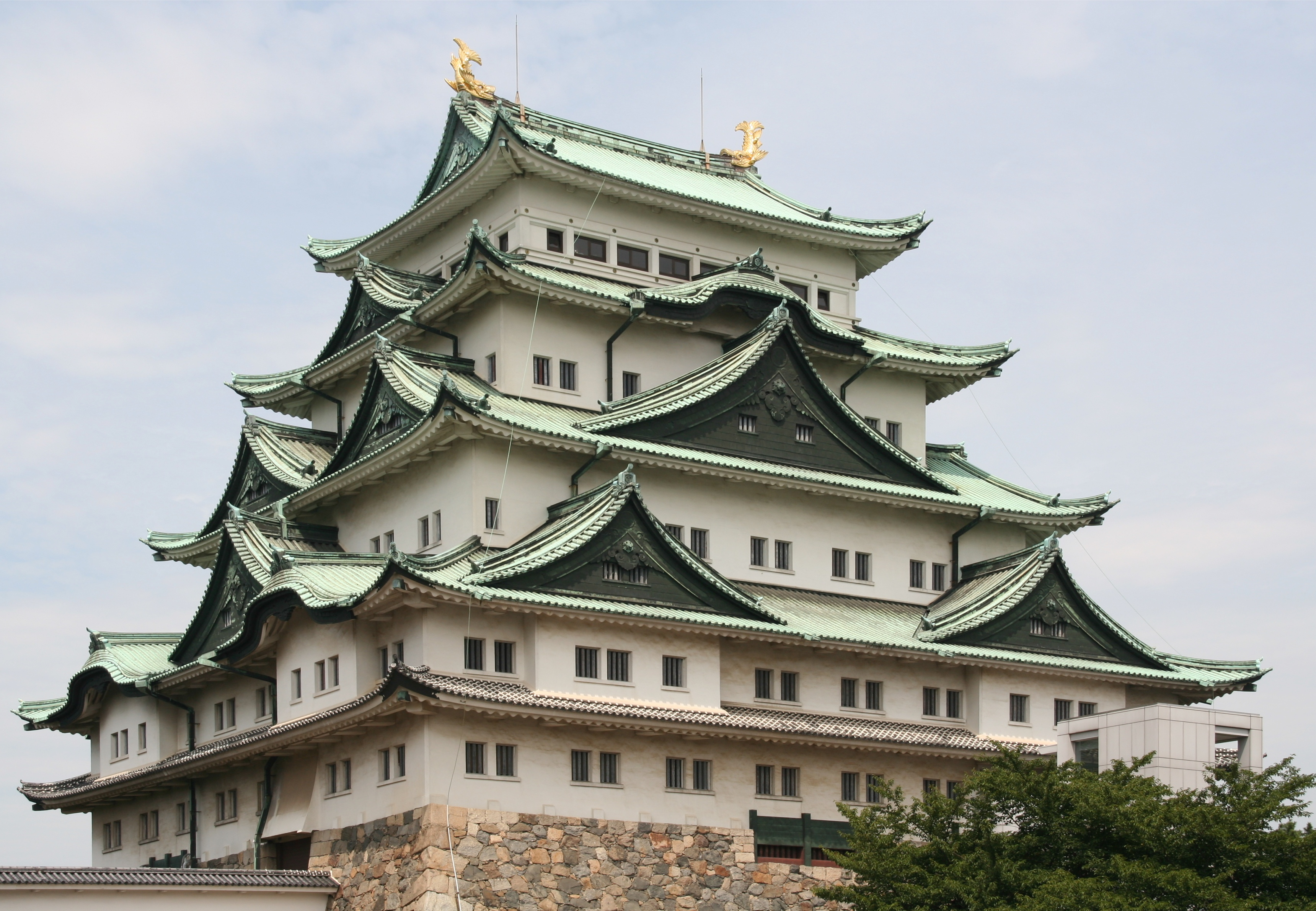
千鳥破風と唐破風が混在する城郭建築（正面下から2重目の比翼千鳥破風、3重目の大千鳥破風、4重目の軒唐破風。） 名古屋城復興天守（愛知県名古屋市）
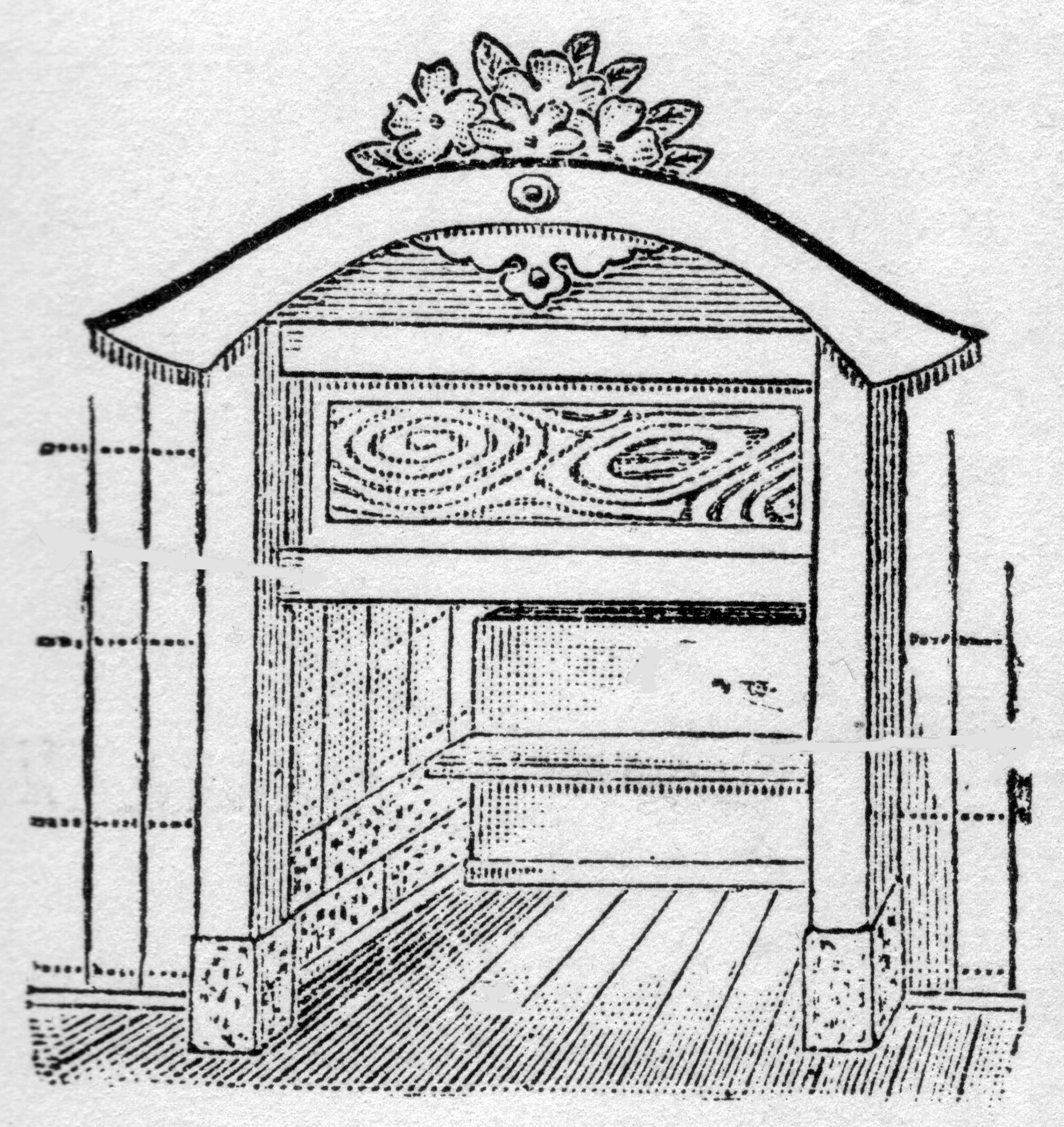
近世の銭湯に設けられた石榴口に見られる唐破風意匠

## 破風の形式
破風には入母屋破風や唐破風などの種類がある。以下に書き出した。
入母屋破風（いりもやはふ）
入母屋屋根にできる破風。寺院建築、神社建築、近世の城郭建築（天守、櫓など）や書院造の建物などで多く見ることができる。特に大きなものは大入母屋破風（おおいりもやはふ）といい、破風板や懸魚も合わせて大きくなる。
日本建築では、法隆寺金堂を代表とする寺院建築や神社建築、桂離宮や二条城御殿などの殿舎、住宅建築、姫路城大天守などの城郭建築に見られる。朝鮮建築では大韓民国の大統領官邸である青瓦台に意匠が取り入れられている。古建築では寺院建築のほか、宮殿では景福宮などに現存例がある。中国建築では北京の天安門のほかに、西安都城の建築群や平遥古城の市楼、嘉峪関の建物群などにみられる。そのほか、ベトナムのフエ王宮や、日本の沖縄県の首里城に入母屋破風の意匠がある。
比翼入母屋破風（ひよくいりもやはふ）
元は大入母屋から作り出されたと考えられ、主に天守建築で見られる。比翼入母屋破風は、規模の大きな天守に見られ、初期のものは大入母屋の代わりに比翼入母屋破風を造り、和歌山城大天守のように不整形な平面からの歪みを整える役割を兼ねることがあった。
古写真などの記録上では、名古屋城大天守、備後国福山城天守、讃岐高松城天守に見られ、現存する城郭建築では、姫路城大天守にのみみられる。
切妻破風（きりつまはふ）
切妻に造られる破風。比較的シンプルに造られることが多く大規模なものは造られることが少ない。
日本の寺院建築のほかに、神社建築では大社造や流造のものなどで見ることができる。城郭建築の現存例では弘前城天守、彦根城天守、讃岐国高松城着見櫓、富士見櫓など江戸城の櫓、名古屋城の本丸隅櫓などにみられる。古写真や絵図などの記録上では、若松城天守、尼崎城天守、高島城天守、白河小峰城三重櫓、白石城三重櫓などに見られた。
千鳥破風（ちどりはふ）
切妻破風を葺き降ろしの屋根に直接置いて造られる。妻側の面を正面に据えるように付けるので据破風（すえはふ）ともいう。古くは、大きな屋根などで、窓の開口が難しくなった階層などに出窓のように突起して屋根を被せたもの（破風の間）で、時代が下がるにつれて単に飾りとなり、小屋裏に部屋さえも持たなくなることが多くなった。
主に、八棟造の神社建築や天守建築に見ることができる。
比翼千鳥破風（ひよくちどりはふ）

日本の城郭建築や御殿の屋根に千鳥破風を2つ並列して据え置いたものをいう。全くの飾りとして付けられる。
住宅建築としては、19世紀中ごろの1860年（万延元年）に再建された江戸城本丸御殿大広間の南面建地割図に比翼千鳥破風が描かれている。現存する城郭建築では、宇和島城天守に見られる。彦根城天守の1重目屋根にみられる比翼様の破風は千鳥破風ではなく切妻破風によって構成されている。そのほか古写真や絵図などの記録上では、広島城大天守、大垣城天守、大洲城大天守、江戸城および大坂城の寛永度天守などにあった。「大坂夏ノ陣図屏風（黒田本）」では豊臣氏の大坂城とされる天守の1重目の屋根に比翼千鳥破風が描かれている。
唐破風（からはふ）

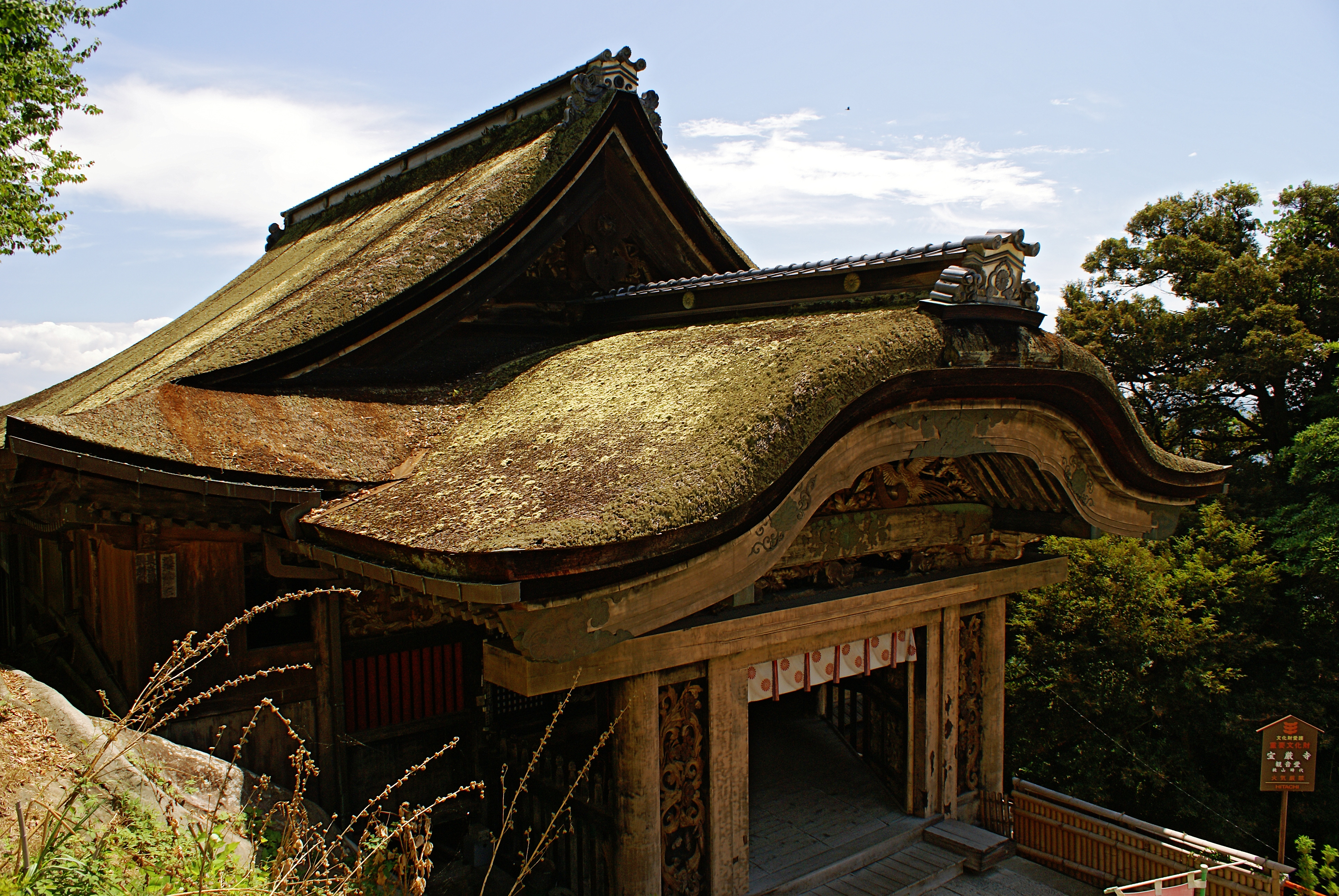
唐破風（向唐破風）
宝厳寺唐門（滋賀県長浜市竹生島）

唐破風は日本特有の破風形式で、切妻のむくり屋根の先に曲線を連ねた形状の破風板が付けられる。古いものは勾配が緩やかで、新しいものは勾配が急になる。平安時代にはすでに同様のものがあったと考えられており、現存する最古のものと考えられているものでは、石上神宮（奈良県）の摂社である出雲建雄神社の拝殿（鎌倉時代）のものなどがある。
神社建築や城郭建築、近世の寺院などで多く見られ、装飾性がある。邸宅や役所の式台や玄関、妓楼の出入り口や屋根装飾としてつけられることもあり、首里城正殿の通称「からふぁーふ」は正面に唐破風が付けられていることから由来している。そのほか、山王祭や祇園祭、くんちなどの神輿、山車の屋形の屋根装飾、石の祠や仏具の厨子、仏壇、墓などにも意匠として用いられる。墓石での意匠の使用例は沖縄の破風墓に顕著な例が見られる。
唐破風には向唐破風と軒唐破風の2つの形式がある。
向唐破風（むこうからはふ）
妻側を正面としたときの呼称である。屋敷や店舗の出入り口として造られることがあり、近現代の日本の建築では、東京の歌舞伎座や松山市の道後温泉などに見られる。古建築では、川越城本丸御殿の玄関、京都本願寺の飛雲閣舟入の間、東京大学本郷キャンパスの通称「赤門」と呼ばれる旧加賀前田家上屋敷御守殿門の番所、城郭建築では、伊予松山城大天守玄関、宇和島城天守玄関などに見られる。このほか、唐破風を主体とした屋根をかけた門で、妻側を開口部とした造りのものを向唐門（むこうからもん）という。類似するもので、冠木を持たず門扉に塀重門の造りがあるものを向塀重門（むこうへいじゅうもん）という。
また葺き下ろしの屋根の上に千鳥破風のようにして造られる例もあり、このような配置を行った場合は、据唐破風（すえからはふ）という。現存例としては、宇和島城天守や丸亀城天守、城郭の櫓では二条城などでみられる。出窓として造られたものもあり、城郭建築では松本城大天守、犬山城天守、備中松山城天守、岡山城月見櫓、金沢城の現存櫓や塀などに現存例があり、そのほか熊本城天守群や福井城天守、久保田城本丸御出書院などでの例があった。
軒唐破風（のきからはふ）
軒の一部にむくりをつけるか、むくりをつけた切妻に付けて造られる。城郭建築、寺社建築、住宅建築などで見ることができる。

## 部位
破風板（はふいた）
元来、「破風」は「破風板」を指していったと考えられている。建物のデザインに合うように、反りやむくりを付けたり、全くの直線に造ることもある。溝や彫刻を施すこともある。木材で造られることが多いが、風雨に直接さらされ、劣化しやすい部位なので定期的に塗装などのメンテナンスが必要である。住宅建築ではパイン（松）材が使用されるが、メンテナンスの手間を軽減するために合成樹脂製のものも広く使用されている。
蛙股・笈形（かえるまた・おいがた）
蛙股は、蛙の股のような造形から呼ばれる。妻飾りにも用いられ、装飾と構造部材の役割を持ち、「透し」や「板」という種類がある。中国では駱峰、朝鮮では華版と呼ばれる。古くはシンプルなものが多く、近世、特に江戸時代中期以降では股の内側に彫刻を施すことがあり、ときに、はみ出して造られたものもある。
笈形は、蛙股の中央に瓶のような形をした短い束（大瓶束）を立てたようなもので、機能は蛙股とほとんど同じである。
双方とも、破風に限らず付けられる。近世以降では、唐破風によく見られる。

### 懸魚

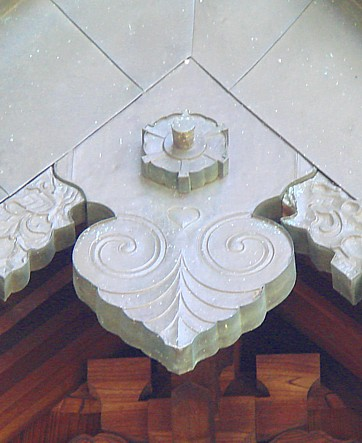
蕪懸魚（拝懸魚）
若宮神社本殿（大分県日田市有田町）

六葉の簡略図

懸魚（げぎょ）とは、破風板の下に装飾を目的として付けられる彫刻や透かし彫りを施した飾り板のことである。掛魚とも記す。通常の読みは「げぎょ」であるが、「けんぎょ」と読むこともある。発祥地と考えられている中国では垂魚とも呼ばれている。
破風板の合掌（頂点に当たる部分）に拝懸魚（おがみげぎょ）、桁の突出する場所に降懸魚（くだりげぎょ。桁隠しとも言う）が用いられる。懸魚の両端に鰭（ひれ）と呼ばれる彫刻をつけることがある。板の中央に四葉（しよう）や六葉（ろくよう）などの花形の彫刻を取り付ける。唐破風には兎の毛通し（うのけどおし。唐破風懸魚とも言う）が付けられる。
形状での名称
蕪懸魚（かぶらげぎょ）
蕪（かぶ）のような形状の下垂れの部分に人の字型の筋彫刻を施したもので、三ツ花型に組み合わせることもある。
三ツ花懸魚（みつばなげぎょ）
下と左右方向に同形状の彫刻を突出させたもの。三ツ花蕪懸魚や三ツ花猪の目懸魚といったものがある。
梅鉢懸魚（うめばちげぎょ）
六角形の辺が反って尖ったような形のもの。その特徴がなく、直線のみのものを切懸魚（きりげぎょ）と言う。
猪の目懸魚（いのめげぎょ）
　ハート型や瓢箪型などの曲線的な穴が開けられたもの。